# Bierenbachtal
Bierenbachtal ist ein Ortsteil der Gemeinde Nümbrecht im Oberbergischen Kreis innerhalb des Regierungsbezirks Köln im südlichen Nordrhein-Westfalen.

## Lage und Beschreibung
Bierenbachtal liegt im nordöstlichen Teil der oberbergischen Gemeinde Nümbrecht auf einer Höhe von etwa 230 bis 250 m über NHN. Der Ort zieht sich entlang des namensgebenden Tales von der Mündung in die Bröl hinauf zur Gemeindegrenze zwischen Nümbrecht und Wiehl in nordwestlicher bzw. nach Oberbierenbach in nordöstlicher Richtung. Die Entfernung zu den Ortszentren von Nümbrecht und Wiehl beträgt etwa 2 Kilometer. Weitere Städte in der Nähe sind Gummersbach (ca. 15 km nördlich), Siegen (ca. 40 km südöstlich) und die rheinische Metropole Köln (ca. 50 km westlich).

## Geschichte

### Ortsgeschichte

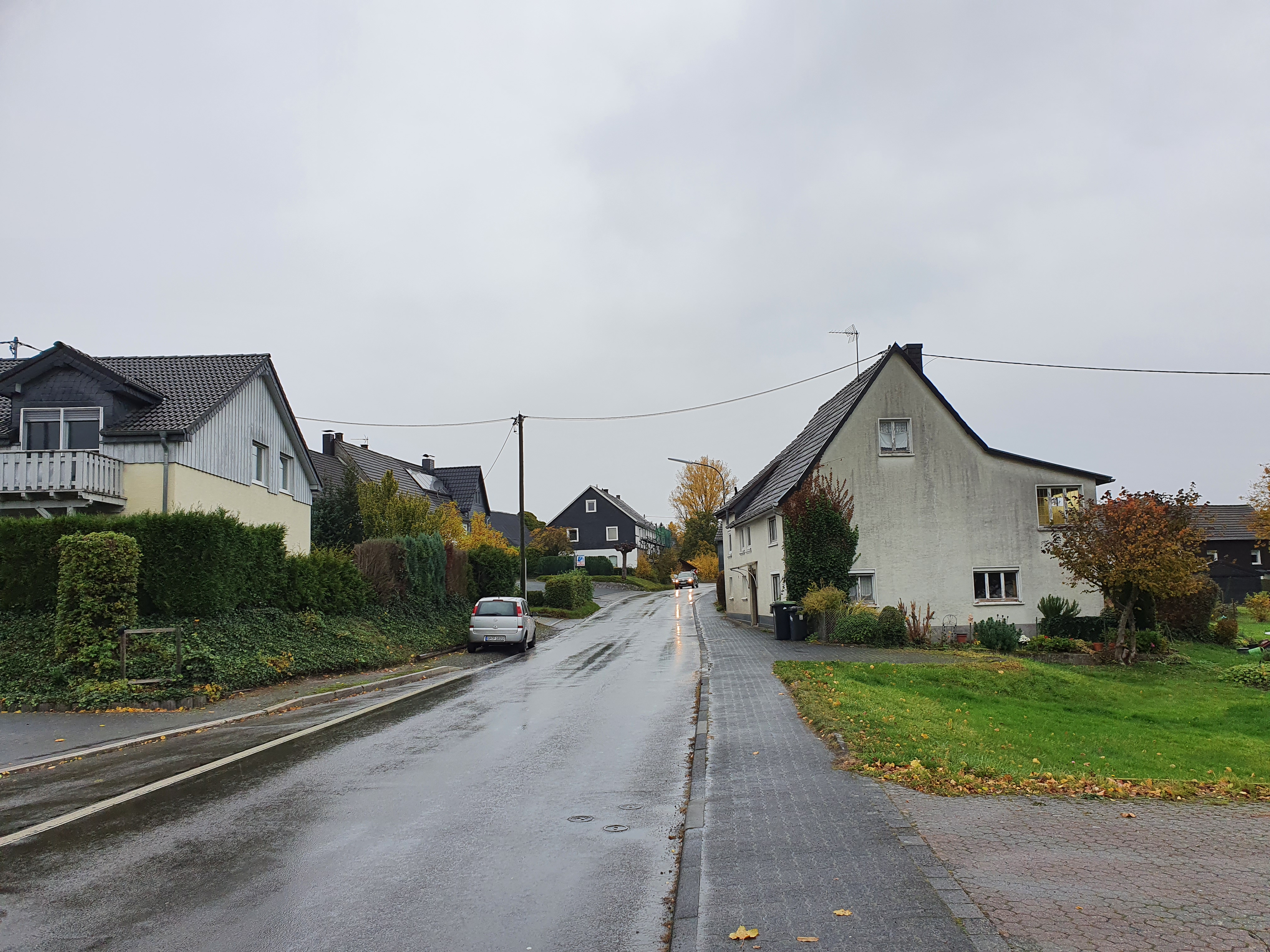
Bierenbachtal-Grumeth

1316 wurde der Ort Berinbech in der „Teilung der Leute von Nümbrecht“ erstmals urkundlich erwähnt. Der heutige Ort Bierenbachtal ist im Laufe der Zeit aus den früher getrennten Ortschaften Bonekamp, Driesch, Grumeth, Kalkofen, Niederbierenbach und Straße zusammengewachsen.
Die Bierenbachtaler Ortsteile gehörten zur Reichsherrschaft Homburg. Diese ging 1806 im Großherzogtum Berg auf. Nach dem Wiener Kongress wurde Bierenbachtal unter preußische Verwaltung gestellt und dort dem Kreis Homburg in der Provinz Jülich-Kleve-Berg zugeordnet. Ab 1822 gehörte Bierenbachtal zur Rheinprovinz. Der Kreis Homburg ging 1825 im neu gegründeten Kreis Gummersbach auf. Im Jahr 1932 fusionierte der Kreis Gummersbach mit einem Teil des Kreises Waldbröl zum Oberbergischen Kreis. Nach dem Ende des Zweiten Weltkrieges wurde die Rheinprovinz aufgelöst und Bierenbachtal kam zum Land Nordrhein-Westfalen.

### Bergbau

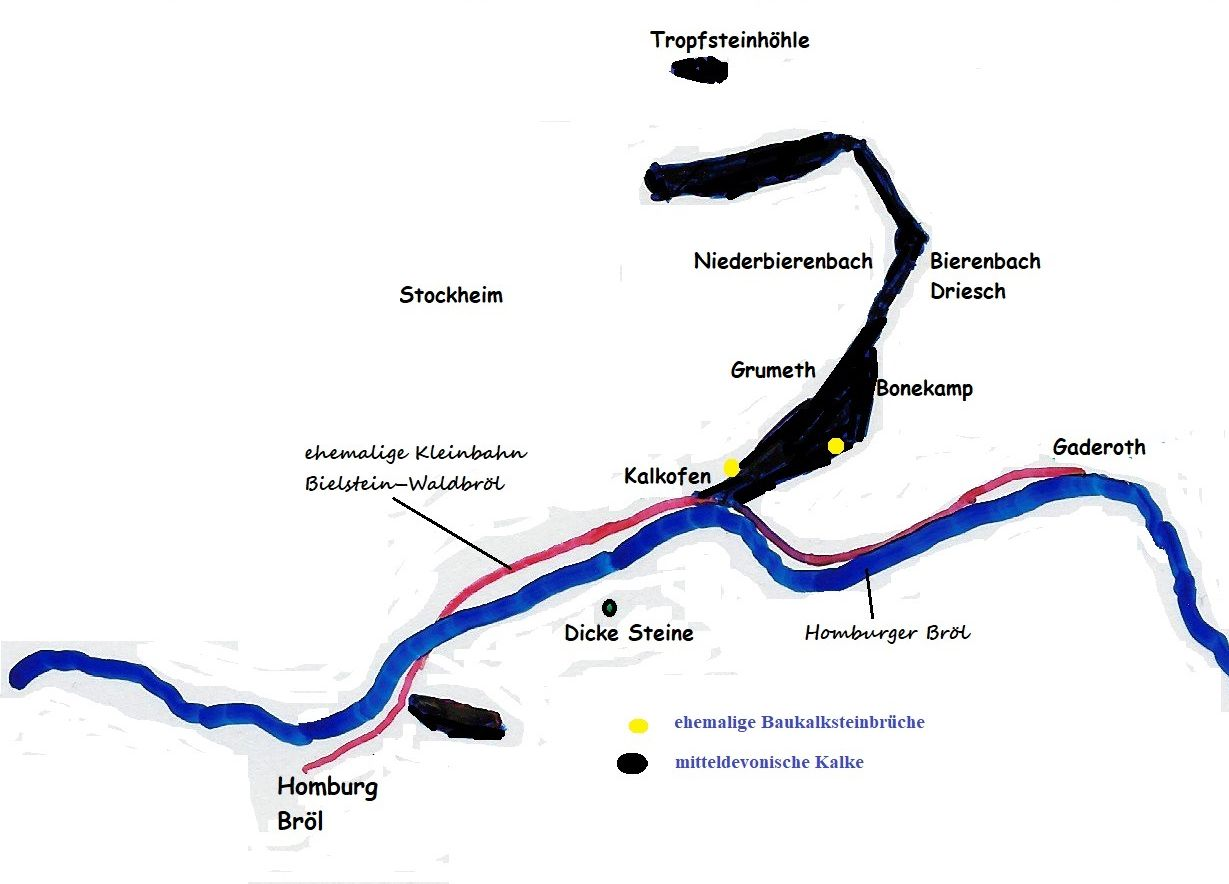
Faustskizze: Lage der Grenzkalke im Bierenbachtal

Bis zum Beginn des 20. Jahrhunderts wurden im Bereich des heutigen Bierenbachtales Kalksteine gewonnen, die dann für Bauzwecke gebrannt wurden (vgl. Ortsteil Kalkofen und die Kalksteinstrasse). Diese Kalksteine werden auch als Grenzkalke (sie bilden die Grenze zwischen den mitteldevonischen Mühlenberg- und Hobräcker-Schichten) bezeichnet; sie liegen meist linsenförmig vor und stellen ehemalige  Stromatoporen-Riffe dar.
Da die Vorkommen aber relativ klein waren und der Kalk oft durch Tonbeimengungen verunreinigt war und zudem der reinere Massenkalk aus Attendorn durch die besseren Verkehrswege leicht zu transportieren war, kam der Abbau zum Erliegen. Die "Statistischen Nachrichten vom Kreis Gummersbach" berichten 1863 auch noch vom Abbau von Eisenerzen in Bierenbach, die eng an die Kalksteinlager gebunden sind. Die geringe Tiefe und Ausdehnung dieser Eisenerze lassen die Vermutung zu, dass es sich um tertiärzeitliche Verwitterungsrückstände handelt, die sich taschenförmig häufig im Kalk bilden. Der Eisengehalt war aber offenbar nicht sehr groß (Kaiser 1863), sodass man den "eisenschüssigen Kalk" in den Hütten nur als schmelzbefördernden Zuschlag nutzte.
Karl Heckmann (1939) schreibt dazu: "Der Bergbau nahm (nach dem Dreißigährigen Krieg) ab, da die Eisensteingruben, meist Tagebauten, die zwar zahlreichen aber wenig umfangreichen Erznester bald abgebaut hatten. Immerhin war er noch bis zum Ende des 18. Jahrhunderts ziemlich rege und ergiebig....An Handelsgütern hatte die Herrschaft Homburg außer Eisen und Kalkstein dem Auslande wenig zu bieten."

## Freizeit

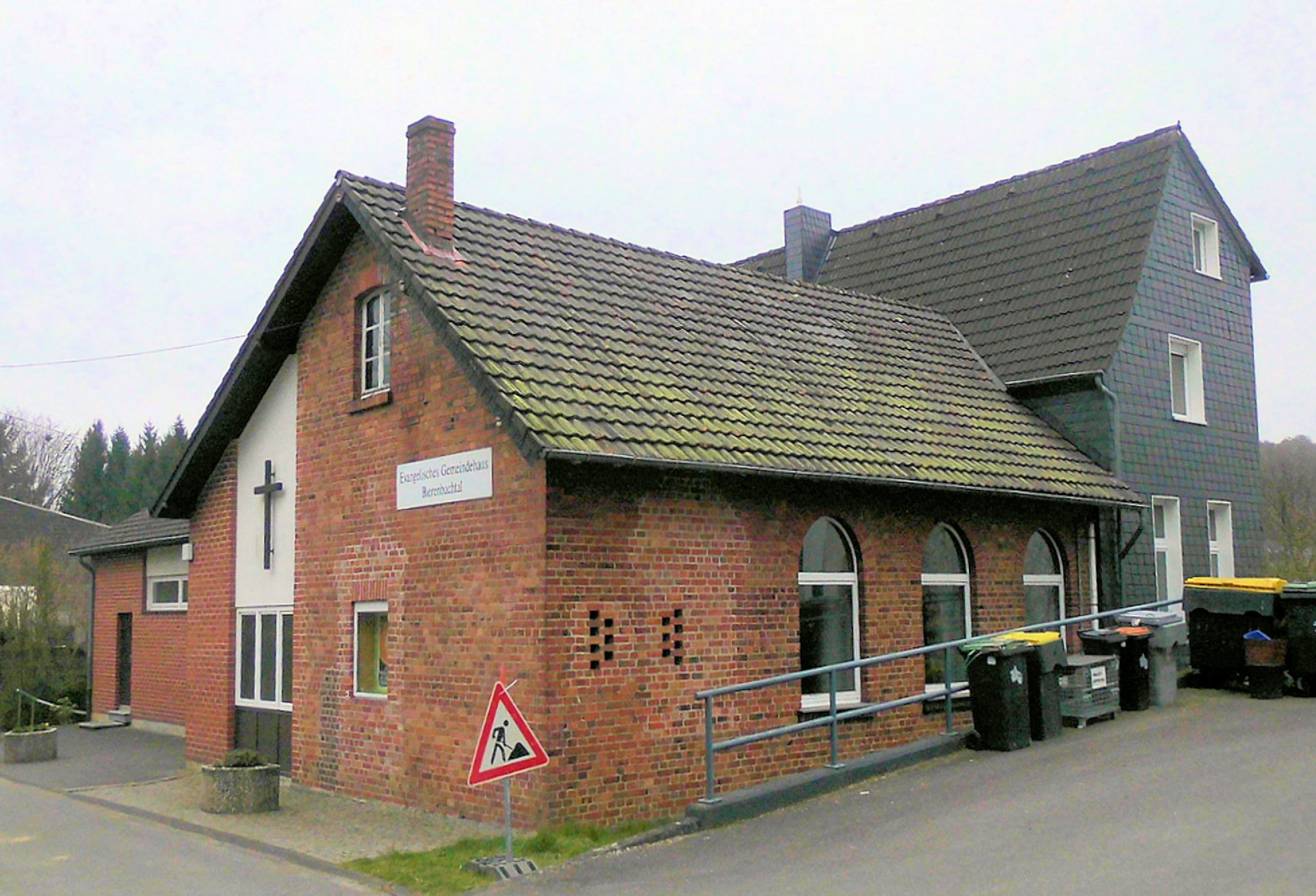
Evangelisches Gemeindehaus Bierenbachtal

### Vereinswesen
- Ev. Bildungsstätte Haus Bierenbach (bis Ende 2013)
- Christlicher Kindergarten Bierenbachtal
- Elektrizitätsgenossenschaft Bierenbachtal eG
- Mennoniten-Brüdergemeinde e. V. (Evangelische Freikirche)
- Freiwillige Feuerwehr Nümbrecht Löschgruppe Bierenbachtal
- Kultur in der Kapelle e. V.[5]
- Gemeinschaft Haus Bierenbach eG[6]

## Besonderheiten
Eine Metzgerfamilie in Bierenbachtal hat über Generationen hinweg Stangenbohnen der Sorte Schlachtschwert angebaut und im Dorf weitergegeben. Auf diese Weise hat das Gemüse sorteneigenes Erbgut mit speziellen Eigenschaften entwickelt, die ideal sind für das bergische Klima und den bergischen Boden. Diese Bohnen gedeihen besser als nicht-heimische Stangenbohnen sind weniger anfällig gegen Schädlinge und Krankheiten und sind außerdem sehr schmackhaft.
In Bierenbachtal gibt es seit 2019 eine Lebensgemeinschaft, in der rund 30 Erwachsene und 15 Kinder leben (Stand: Feb. 2024). Sie ist als Gemeinschaft Bierenbachtal (kurz „Biba“) bekannt, generationsübergreifend und nicht-konfessionell. Das Rechtskonstrukt ist eine Genossenschaft, die Gemeinschaft Haus Bierenbach eG, die die Eigentümerin des Grundstücks und der Gebäude ist. Zuvor gehörte das Gelände der evangelischen Kirche, die es bis 2013 als Bildungs- und Erholungsstätte betrieb. 2023 wurde die Gemeinschaft Bierenbachtal in das Global Ecovillage Network Deutschland aufgenommen. Kurz nach Gründung der Gemeinschaft wurde der Verein Kultur in der Kapelle e. V. ins Leben gerufen, der Kulturevents veranstaltet und die Kapelle als Veranstaltungsort vermietet. Im Juli 2023 veranstaltete die Gemeinschaft ein erstes, kleines Musikfestival namens LiLiA mit rund 100 Teilnehmenden.

## Bus und Bahnverbindungen

### Bürgerbus
Haltestelle des Bürgerbusses der Gemeinde Nümbrecht
Route:Oberbierenbach
- Rommelsdorf-Oberbierenbach-Prombach-Auf der Hardt-Winterborn-Bruch
- Distelkamp-Ödinghausen-Nümbrecht, Busbahnhof

### Linienbus
Im Gebiet des Ortes liegen die Bushaltestellen Bierenbachtal, Abzw. Stockheim, Grumeth und Kalkofen
- 302 Richtung Gummersbach und Waldbröl (OVAG, Werktags annähernd stündlich, am Wochenende unregelmäßig)
- 312 Richtung Ründeroth und Waldbröl

### Eisenbahn
Bis in die 1950er Jahre lag im Ortsteil Kalkofen (in der Nähe der heutigen Bushaltestelle) ein Bahnhof der Kleinbahn Bielstein–Waldbröl. Der nächstgelegene Bahnhof ist Gummersbach-Dieringhausen an der Oberbergischen Bahn.